# Méndele Móijer Sfórim
Méndele Móijer Sfórim (en yidis: מענדעלע מוכר ספֿרים‎; en hebreo: מנדלי מוכר ספרים‎; lit. 'Méndele el vendedor ambulante de libros'; Kapyl, 2 de enero de 1836 - Odesa, 25 de noviembrejul./ 8 de diciembre de 1917greg.), nacido Sholem Yankev Abramovich (en yidis: שלום יעקבֿ אַבראַמאָװיטש‎; en ruso: Соломон Моисеевич Абрамович, romanizado: Solomón Moiséyevich Abramóvich), fue un autor judío y uno de los fundadores de la literatura en yidis y hebrea modernas.

## Juventud

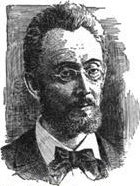
Méndele Móijer Sfórim

Méndele nació en 1836, en una familia judía lituana pobre de Kapyl, en la gobernación de Minsk. Su padre, Jaim Moyshe Broyde, murió poco después del bar mitzvah de Méndele. Estudió en la yeshivá en Slutsk y Vilna hasta los diecisiete años; durante este tiempo fue huésped de un día bajo el sistema de Teg-Essen, apenas sobreviviendo y a menudo hambriento.
Méndele viajó extensamente por Bielorrusia, Ucrania y Lituania a merced de un mendigo abusivo llamado Avreml Jromoy (en ruso, «Avreml el Aburrido»). Más tarde Avreml se convertiría en la principal inspiración para el protagonista de Fishke der Krumer (Fishke el Aburrido). En 1854 Méndele se instaló en Kamianets-Podilski, donde conoció al escritor y poeta Avrom Ber Gotlober, quien lo ayudó a comprender la cultura secular, la filosofía, la literatura, la historia, el ruso y otros idiomas.

## Obra temprana
El primer artículo de Méndele, «Carta sobre la educación», apareció en 1857, en el primer periódico hebreo: Hamagid. Su mentor Gotlober presentó el trabajo escolar de Méndele sin su conocimiento. En Berdýchiv, donde vivió de 1858 a 1869, comenzó a publicar ficción tanto en hebreo como en yidis. Habiendo ofendido a los poderes locales con su sátira, dejó Berdýchev para formarse como rabino en la escuela de Zhitómir, relativamente liberal y patrocinada por el Gobierno, donde vivió desde 1869 hasta 1881. Ese año se convertiría en el director de la escuela tradicional o Talmud Torá en Odesa; allí viviría hasta su muerte en 1917, a excepción de los dos años que pasó en Ginebra, donde huyó de los pogromos —instigados por el Gobierno— que siguieron a la Revolución de 1905.

## Abuelo de la literatura en yidis
En un inicio Méndele escribió en hebreo, idioma en que acuñó muchas palabras, pero finalmente cambió al yidis para expandir su audiencia. Al igual que Sholem Aleijem, usó un seudónimo debido a la percepción en ese momento de que, como lengua vernácula del gueto, el yidis no era adecuado para trabajos literarios serios —una idea que trató de disipar—. Su escritura llevaba la marca de la Haskalá. Muchos lo consideran el «abuelo de la literatura en yidis», un epíteto que le otorgó Sholem Aleijem por primera vez en la dedicatoria de su novela Stempenyu, a yidisher roman (Stempenyu, una novela judía, 1888). El estilo de Méndele tanto en hebreo como en yidis ha influido fuertemente en varias generaciones de escritores.
Si bien la tradición del periodismo en yidis era algo anterior a aquella en hebreo, se considera a Kol Mevasser el primer periódico estable e importante en yidis. Méndele lo apoyó desde un principio y publicó en el su primera historia en yidis, Dos kleyne mentshele‎ (El hombrecito), en 1863.

## Ideología y obra posterior

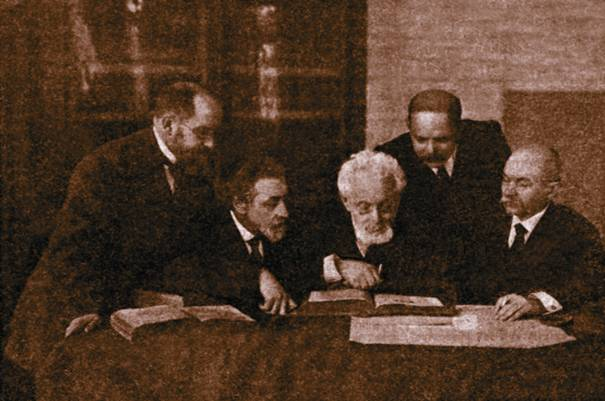
El grupo literario de Odesa en 1916. De izquierda a derecha: Yehoshua Ravnitzki (1859-1944), Shloime Anski (1863-1920), Méndele M. Sfórim (1836-1917), Jaim Najman Biálik (1873-1934) y Simon Frug (1860-1916). Imagen publicada en el periódico en ruso de Simón Dubnow: Yevréyskoy Nedele (Semanario Judío), n.º 46, 3 de noviembre de 1916

Sol Liptzin escribe que, en sus primeras narraciones en yidis, Méndele «quería ser útil a su pueblo más que ganar laureles literarios». Dos de sus primeros trabajos, la historia El hombrecito y la pieza dramática no representada Di Takse‎ (El impuesto, 1869), condenaban la corrupción porque los impuestos religiosos —en este último caso, el impuesto sobre la carne kosher— se desviaban para beneficiar a los líderes comunitarios en lugar de a los pobres. Esta tendencia satírica continuó en Di Klatshe‎ (El rocín, 1873), alegoría del pueblo judío en que un príncipe hechizado se convierte en una bestia de carga que, a pesar de ser maltratada, mantiene su superioridad moral a lo largo de los sufrimientos (un tema evidentemente influenciado por el clásico El asno de oro, de Apuleyo).
Su trabajo posterior se volvió más humano y menos satírico, comenzando con Fishke el Aburrido ( פישקע דער קרומער‎, Fishke der Krumer, escrito entre 1868 y 1888), que fue adaptada como película del mismo título en 1939 (conocida en inglés como The Light Ahead); y continuando con el inconcluso Los viajes de Benjamín III (מסעות בנימין השלישי‎, Masoes Benyomin Hashlishi, 1878), de inspiración quijotesca y cuyo título alude al libro de viajes del viajero medieval hispano-judío Benjamín de Tudela.
Al igual que con Fishke el Aburrido, Méndele trabajó de manera intermitente durante décadas en su larga novela Dos Vinshfingeril‎ (El anillo de los deseos, 1865-1889), con al menos dos versiones anteriores a la última. Es la historia de un maskil trasunto de Méndele: un partidario de la Haskalá que escapa de un pueblo pobre y sobrevive a la miseria para obtener una educación secular, pero a quien los pogromos de la década de 1880 llevan de sus sueños de hermandad universal al nacionalismo judío.